# Indigofera sabulosa
Indigofera sabulosa är en ärtväxtart som beskrevs av Mats Thulin. Indigofera sabulosa ingår i släktet indigosläktet, och familjen ärtväxter. Inga underarter finns listade i Catalogue of Life.